# Alfred James Ewart
Alfred James Ewart, FRS ( 12 de febrero de 1872 - 12 de septiembre de 1937 ) fue un botánico inglés-australiano .
Ewart nace en Toxteth Park, Liverpool, Inglaterra, segundo hijo de Edmund Brown Ewart, B.A. y de Martha Williams. Alfred fue educado en el "Liverpool Institute" y en la Universidad de Liverpool. Ewart se gradúa Ph.D. en la Universidad de Leipzig y de D.Sc. en Oxford. Fue demostrador de Botánica en Liverpool, y consecuentemente Science Master en "King Edward's School de Birmingham", y conferenciante de Botánica en la Universidad de Birmingham, donde fue durante un tiempo profesor adjunto.
En 1905 oposita y gana ser profesor de Botánica en la Universidad de Melbourne. Y ya había completado un laborioso y útil texto: su traducción del Tratado de Wilhelm Pfeffer The Physiology of Plants, el primer volumen que fue publicado en 1900, el segundo en 1903, y el tercero en 1906. También publicaría First Stage Botany, en 1900, New Matriculation Botany, 1902, con numerosas impresiones publicadas consecuentemente bajo el título de Ewart's Elementary Botany; On the Physics and Physiology of Protoplasmic Streaming in Plants, de 1903, y Rural Calendar, en 1905.
En 1906, abre la cátedra de Botánica y Fisiología Vegetal en la Universidad de Melbourne, donde en los siguientes 15 años Ewart sería botánico gubernamental.
En 1909 publica una obra útil sobre The Weeds, Poison Plants and Naturalized Aliens of Victoria, y en 1917, en colaboración con Olive B. Davies The Flora of the Northern Territory. En la Universidad, Ewart compartió durante muchos años con la "Escuela de Biología", y su director Sir Walter Baldwin Spencer. Después de la Primera Guerra Mundial recién se construyó su propio edificio del Departamento de Botánica.
En 1927, Ewart fue llamado por el gobierno para preparar una nueva Flora of Victoria que, con alguna asistencia de otros científicos, completó y publicó en 1930.
Se casó dos veces, primero con Florence Maud Donaldson, violinista y compositora, en 1898; luego con Elizabeth Bilton en 1931; teniendo dos hijos de su primer matrimonio.
Ewart falleció súbitamente el 12 de septiembre de 1937.

## Otra obra
- Handbook of Forest Trees for Victorian Foresters, 1925, y muchos artículos en revistas científicas, algunos de los cuales fueron reimpresos como panfletos.

## Honores
Ewart fue elegido miembro de la Royal Society en 1922.
Fue presidente de la Sección D de Biología de la Australasian Association for the Advancement of Science, en Melbourne en 1921, y de la Sección M de Botánica en Perth en 1926.

### Epónimos
- (Rubiaceae) Gardenia ewartii Puttock 1997 [1]

- La abreviatura «Ewart» se emplea para indicar a Alfred James Ewart como autoridad en la descripción y clasificación científica de los vegetales.[2]